# Arco di Tito
L'arco di Tito è un arco trionfale a un fornice (ossia con una sola arcata), posto sulle pendici orientali del Palatino, nella parte orientale del Foro di Roma. Capolavoro dell'arte romana, si tratta del monumento-simbolo dell'epoca flavia, grazie alle sostanziali innovazioni sia in campo architettonico-strutturale, sia in campo artistico-scultoreo.

## Storia

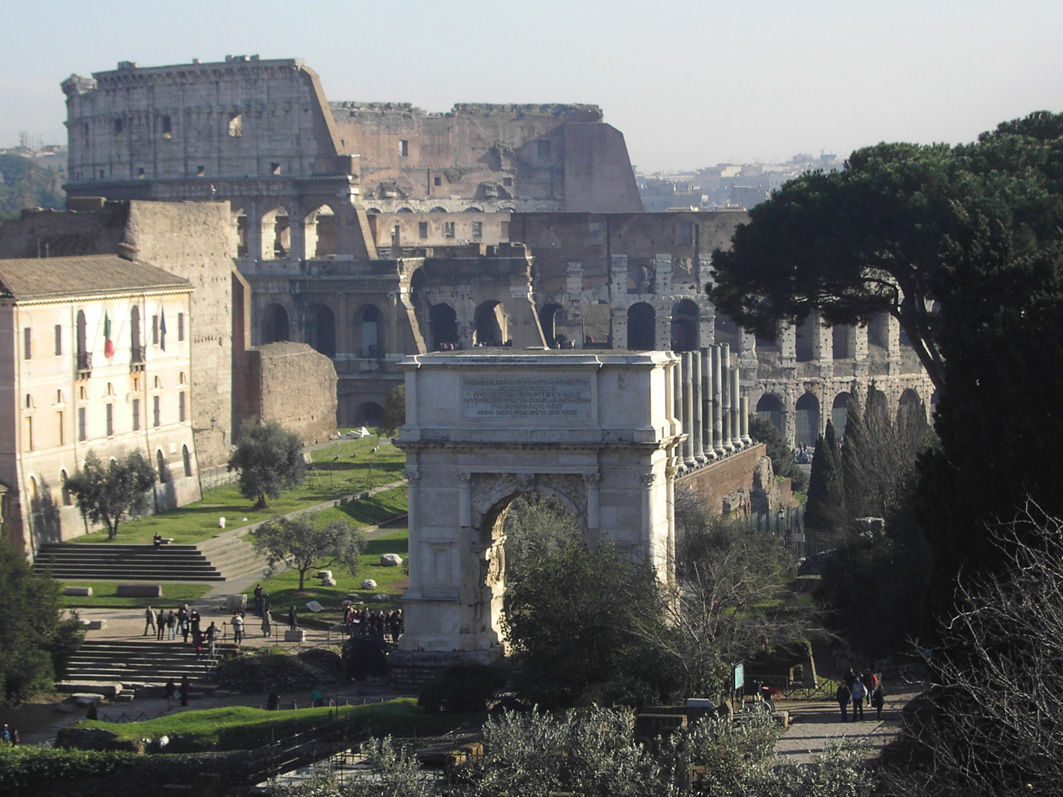
L'arco di Tito a Roma, sullo sfondo del Colosseo (lato est)

L'iscrizione sull'attico (lato ovest, verso il Foro) reca la dedica del monumento da parte del Senato all'imperatore Tito (nato nel 39, imperatore dal 79 all'81), menzionato come "divus" e dunque posteriore alla sua morte e divinizzazione nell'anno 81. Entro il 90 doveva essere concluso.
L'iscrizione recita:
(CIL VI, 945)
L'arco fu eretto in memoria della guerra giudaica combattuta da Tito in Galilea. Nel 69, l'anno dei quattro imperatori, Vespasiano rientrò a Roma per reclamare il trono, lasciando Tito in Giudea a porre fine alla rivolta, cosa che Tito fece l'anno successivo: Gerusalemme fu saccheggiata, il Tempio fu distrutto. Nel ricco bottino erano compresi il candelabro a sette braccia e le trombe d'argento. Gran parte della popolazione fu uccisa o costretta a fuggire dalla città. Al suo ritorno a Roma nel 71 Tito fu accolto in trionfo. L'arco fu costruito dal fratello Domiziano dopo la sua morte.

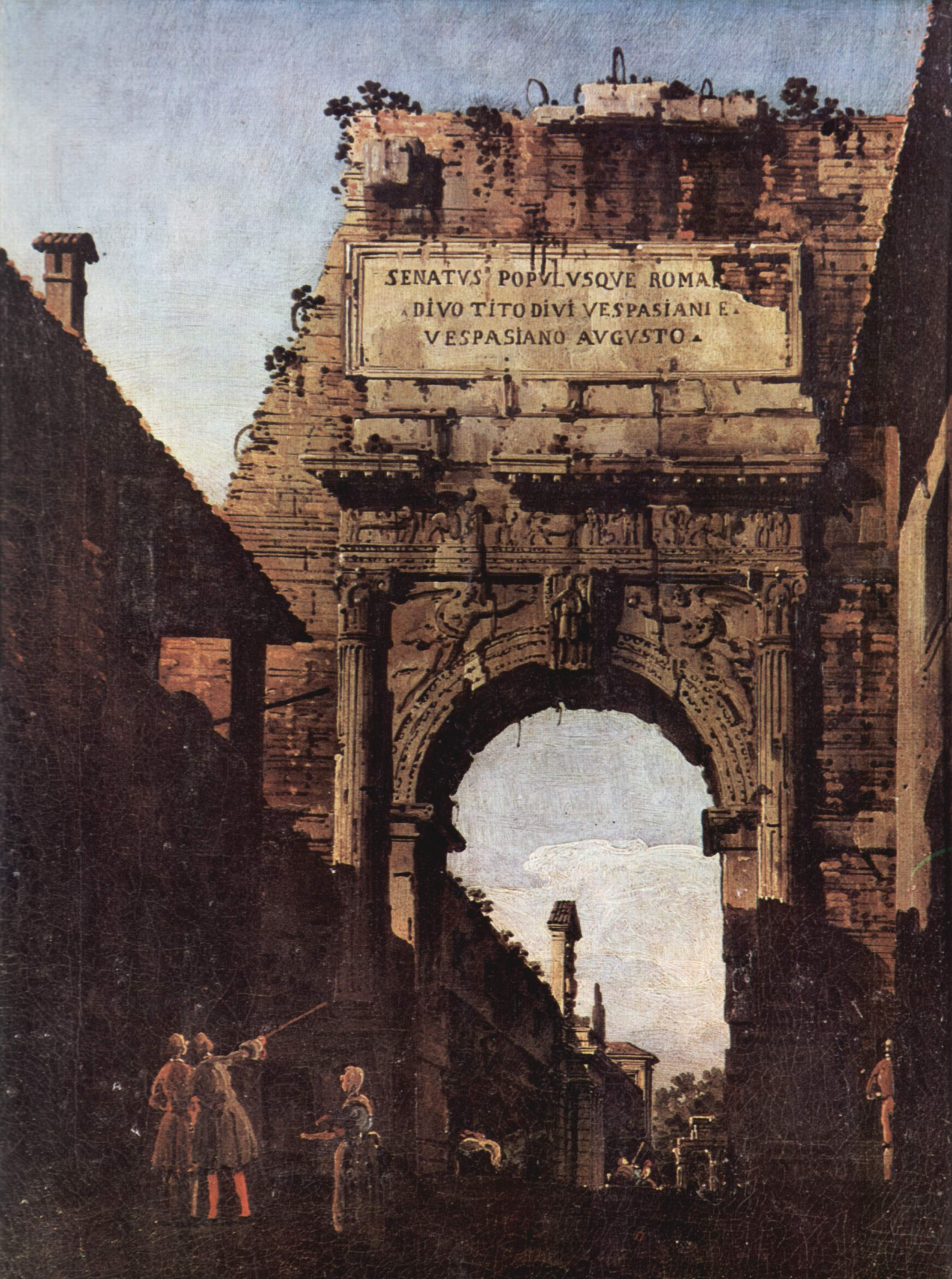
L'arco di Tito come appariva nel 1742-1744, olio su tela di Bernardo Bellotto.

Nel Medioevo l'arco venne incorporato nella fortezza dei Frangipane ed è rappresentato in numerose stampe coronato da una merlatura in mattoni. A partire dal XV secolo, sotto il pontificato di Paolo II e di Sisto IV, vennero effettuati i primi restauri all'arco che consistettero nella demolizione di alcuni edifici sul lato sud e nella realizzazione di un contrafforte. Successivamente l'arco fu inglobato nelle strutture del convento di Santa Francesca Romana (un tempo Santa Maria Nova) e solo nel 1812-24 ebbe inizio l'intervento di liberazione vero e proprio già citato.
Tra il 1821 e il 1823 l’arco di Tito fu smontato pezzo per pezzo per liberarlo dai palazzi medievali in cui era intrappolato e ricostruito nella sua forma attuale. I restauri del 1823 per mano di Raffaele Stern e Giuseppe Valadier, ricordati dall'iscrizione di papa Pio VII sul lato ovest (verso il Foro) dell'attico, portarono alla liberazione dell'arco dalla struttura medievale. Ulteriori lavori realizzati nel 1901-02, consistenti nell'abbassamento del livello stradale, ne misero in luce le fondazioni.
Un altro arco di Tito, oggi scomparso, si trovava nel Circo Massimo. I resti sono stati ritrovati nel maggio 2015 al Circo Massimo; l'ampiezza dell'arco è stata calcolata in circa 17 metri, per una profondità di circa 15, mentre le colonne dovevano sviluppare un'altezza di oltre 10 metri: un monumento che, nel complesso più piccolo di quello di Settimio Severo sulla Via Sacra, doveva impressionare non poco, per magnificenza e ricchezza di decorazioni, i visitatori che entravano in Roma dalla Via Appia attraverso la vicina Porta Capena.

## Architettura
L'arco di Tito si discosta dagli archi dell'epoca augustea per la mole più compatta e robusta (da confrontare per esempio con l'arco di Susa), con un distacco ormai netto dai modelli dell'architettura ellenistica. Qui compare il primo esempio sicuramente datato nella città di Roma di capitello composito.
L'arco è costruito in opera quadrata di marmo, pentelico fino ai capitelli e lunense nella parte superiore, con uno zoccolo in travertino e un nucleo interno in cementizio. Le fondazioni sono attualmente allo scoperto a causa degli scavi che raggiungono in questa zona il livello augusteo. Le parti dell'elevato oggi in travertino sono dovute al restauro ottocentesco.
Sulle due facciate il fornice è inquadrato da semicolonne con fusti scanalati e capitelli compositi, che sorreggono una trabeazione, con fregio.

## Apparato scultoreo

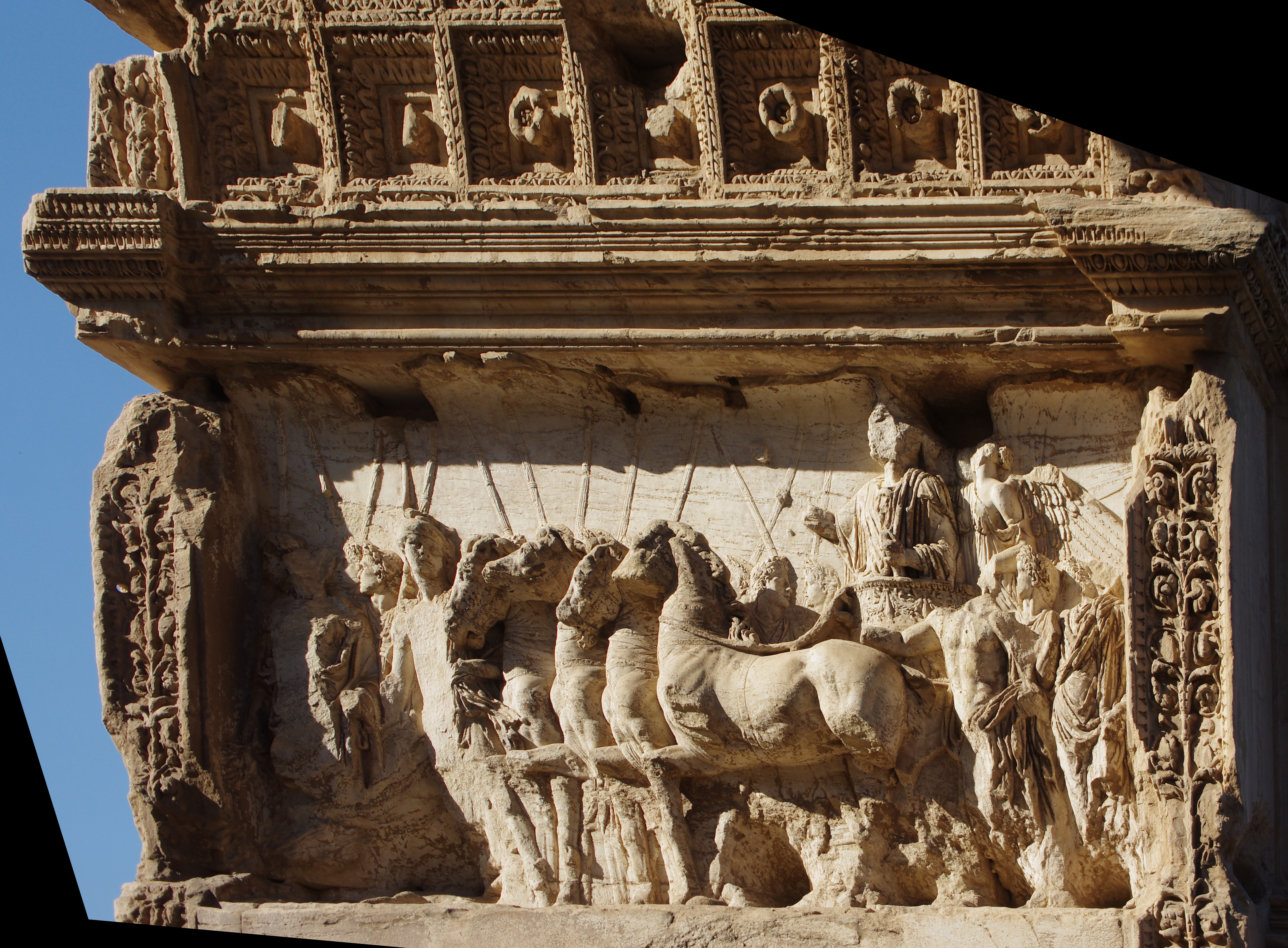
Rilievo con il trionfo di Tito la quadriga, accompagnato dalla Vittoria alata

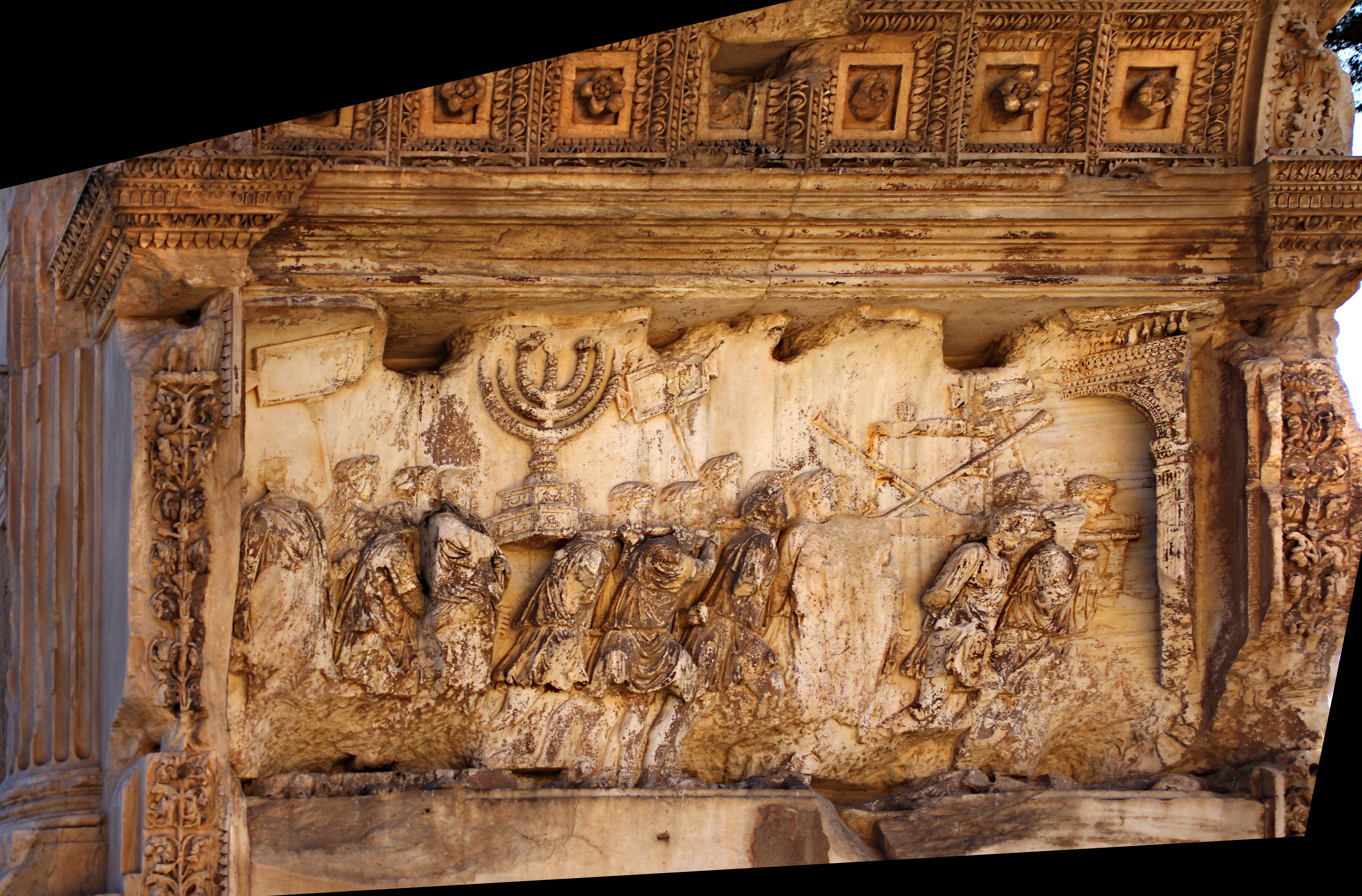
Rilievo dell'Arco di Tito: Corteo nella Porta Triumphalis (Arco di trionfo) scolpita al lato destro in prospettiva scorciata. Si vedono gli arredi saccheggiati al tempio di Gerusalemme (menorah, un candelabro a sette braccia, la tavola per il pane di proposizione con i vasi sacri, le trombe d'argento), le tabelle ansate hanno scritti gli oggetti frutto del saccheggio

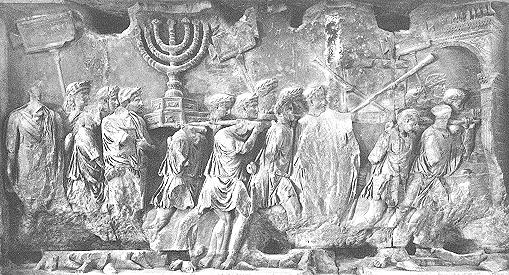
Rilievo della processione sull'Arco di Tito

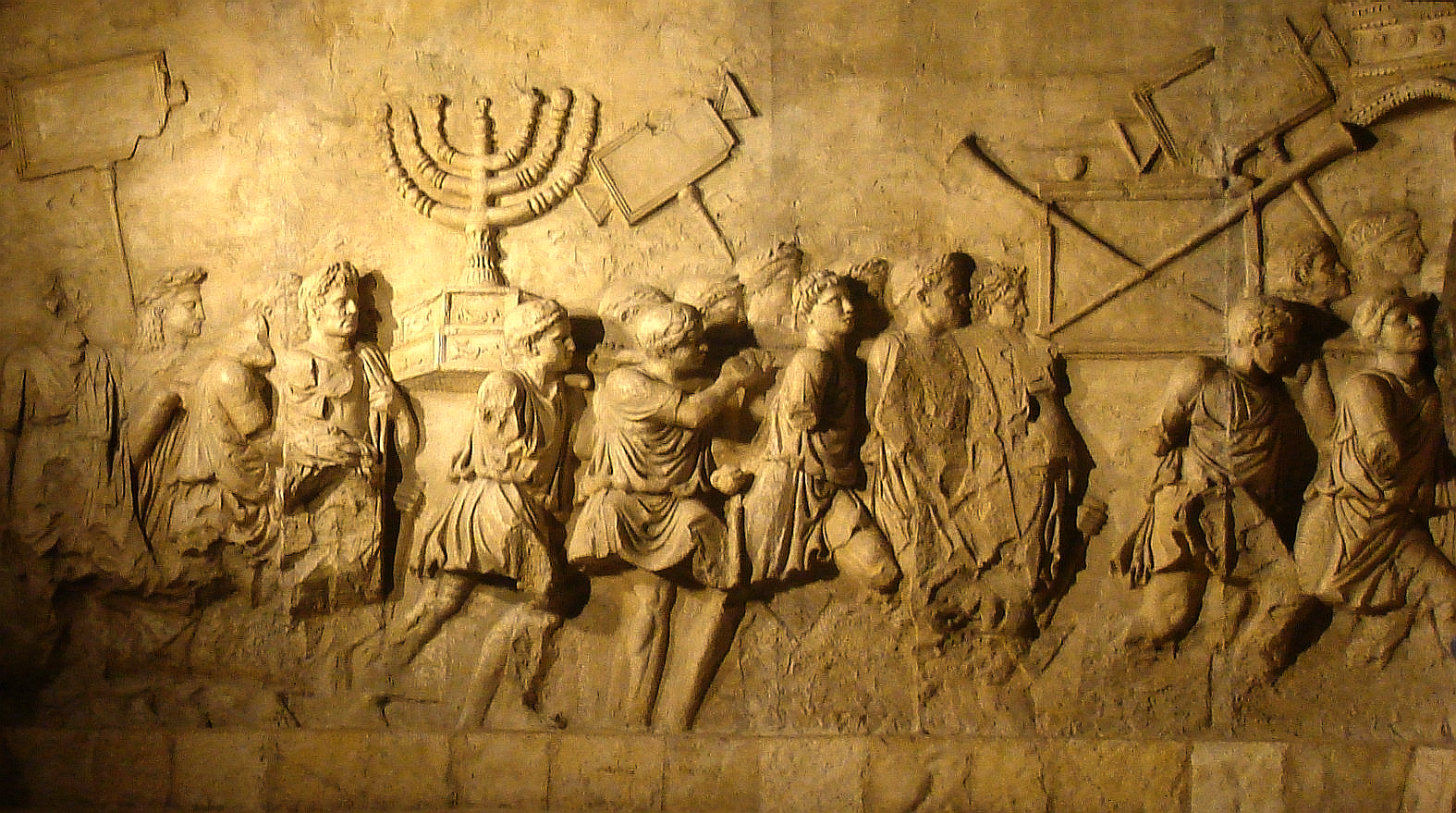
Ricostruzione del rilievo dell'Arco di Tito

Il fregio sulla trabeazione, con figure piuttosto tozze e ad altissimo rilievo, rappresenta una scena di sacrificio, raffigurata secondo quello stile più tipicamente romano (scevro cioè da influenze greche), che si ritrova anche nel piccolo fregio sull'altare dell'Ara Pacis. Si tratta di una precoce introduzione di stilemi dell'arte plebea nell'arte romana ufficiale, con elementi irreali e disorganici, quali le figure sproporzionatamente grandi degli animali condotti al sacrificio dei suovetaurilia rispetto agli addetti che li conducono: si può quindi intravedere in questa rappresentazione un interesse predominante verso la componente simbolica della rappresentazione, piuttosto che verso la verosimiglianza generale dell'episodio.
Il fronte superiore dell'arco è decorato da due Vittorie alate affrontate che porgono i vessilli verso il centro. All'apice dell'arco sporge in rilievo a tutto tondo una figura femminile centrale, da identificare con la dea Roma in costume amazzonico.
La volta interna del passaggio conserva una ricca decorazione a cassettoni: al centro è raffigurato in una formella Tito portato in cielo da un'aquila, allusione alla sua apoteosi (divinizzazione dopo la morte). Un piccolo fregio sull'architrave raffigura la pompa triumphalis, processione del Trionfo.
I rilievi più interessanti sono i due pannelli che decorano i lati del fornice, che commemorano due fasi del trionfo di Tito dopo la cattura di Gerusalemme del 70, durante la prima guerra giudaica.
Il pannello destro (lato nord) mostra l'imperatore Tito sulla quadriga trionfale, incoronato dalla Vittoria. La quadriga è condotta dalla personificazione della Virtus a piedi, mentre le altre due figure allegoriche a fianco del carro sono forse Roma e il Genio del popolo romano, o il Senato e il popolo romano. Sullo sfondo si affollano le teste e i fasci dei littori. Giuseppe Flavio racconta infatti che durante il trionfo romano, cosa abbastanza inusuale, Tito seguì, con una propria quadriga, il carro con la quadriga del padre Vespasiano, che era allora l'imperatore in carica, con il chiaro intento di mostrare che ne era l'erede dinastico.
Sul lato sinistro (sud) è raffigurato l'ingresso del corteo nella Porta Triumphalis, che è raffigurata all'estrema destra in prospettiva scorciata. Nella scena si vedono gli inservienti che avanzano coi fercula (portantine per oggetti), recando gli arredi saccheggiati al tempio di Gerusalemme (uno dei candelabri a sette braccia, la tavola per il pane di proposizione con i vasi sacri, le trombe d'argento) e le tabelle ansate con iscrizioni esplicative degli oggetti presi e delle città vinte.

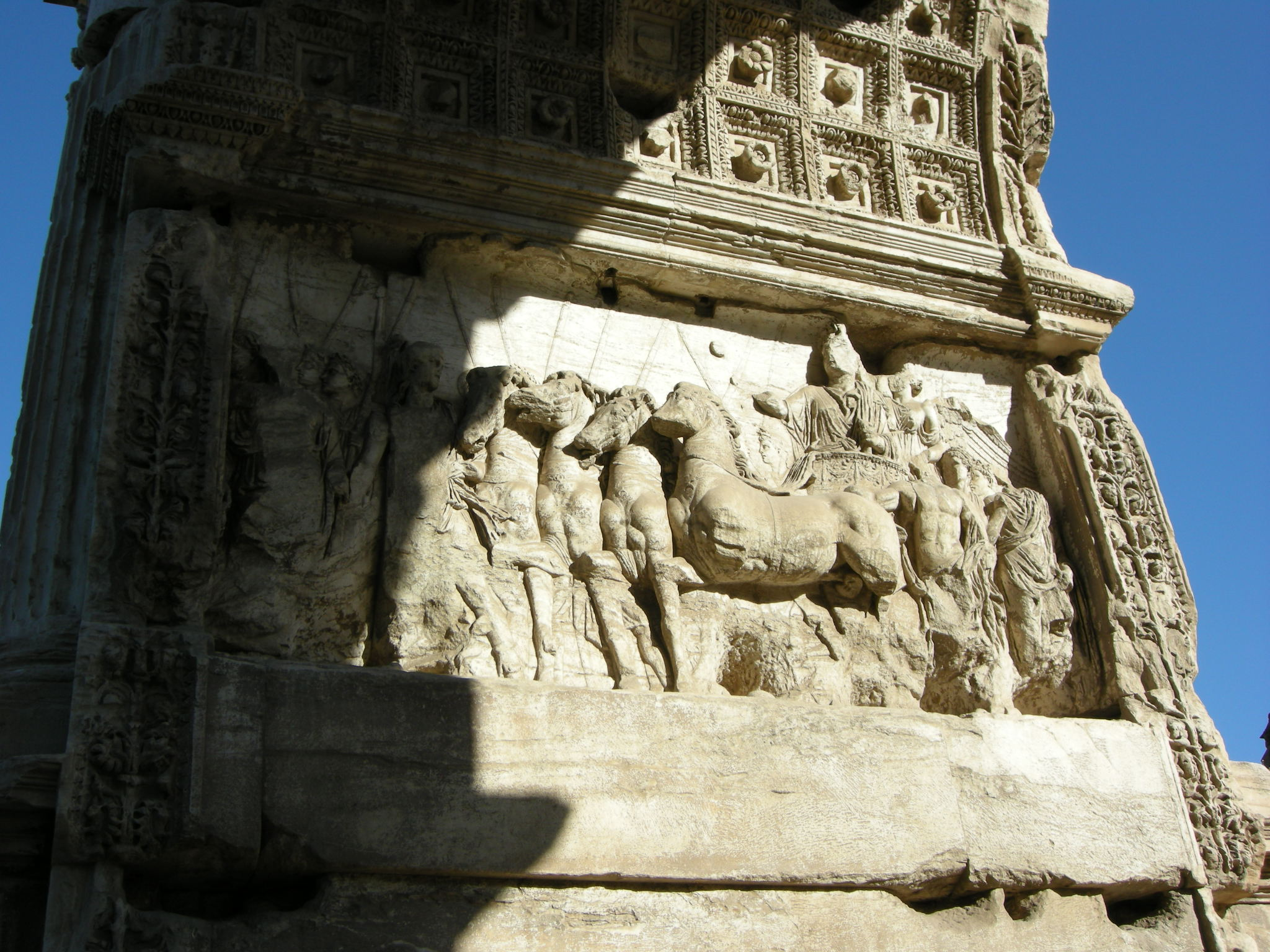
Rilievo con la quadriga

In questi due rilievi, nonostante alcuni convenzionalismi, come la ritmica raffigurazione di profilo dei cavalli, si osservano alcune fondamentali innovazioni stilistiche: intanto un maggiore affollamento delle scene, ma soprattutto la straordinaria spazialità data dalla variazione del rilievo secondo una precisa disposizione delle figure nell'atmosfera e il superamento dell'andamento rettilineo del corteo.
Andando oltre i traguardi dell'ellenismo, nei due rilievi si nota una differenziazione del rilievo coerentemente con la collocazione delle figure nello spazio, come se si muovessero in un ambiente libero, invece dei soliti due o tre piani di rappresentazione. Nel fregio della quadriga si va per esempio dalle teste dei cavalli a tutto tondo ai littori e le lance appena sagomate sullo sfondo. Ma soprattutto nella scena della Porta Trionfale il movimentato disporsi delle figure e degli oggetti sopra le teste riesce a dare l'impressione della circolazione dell'atmosfera attorno ad essi, come se assistessimo in diretta all'oscillante movimento della processione.
In secondo luogo le figure non si muovono su una linea retta, ma la lettura procede su una grandiosa curva prospettica convessa, ben visibile nel rilievo della processione, dove a sinistra le figure sono viste di tre quarti e di faccia, e all'estrema destra di dorso mentre entrano sotto il fornice illusionisticamente rappresentato della Porta Triumphalis. Lo spettatore ha così la sensazione di essere circondato e quasi sfiorato dal corteo, secondo una tendenza che verrà ulteriormente sviluppata nel "barocco" antoniniano dal III secolo in poi.